# 盛婉
盛婉（1933年—），曾用名盛五宝，女，江苏南汇（今属上海）人，中华人民共和国工人，曾任第五届全国人大代表、常委会委员，第六届全国政协委员。